# Stranizza d'amuri
Stranizza d'amuri è un film del 2023 diretto da Giuseppe Fiorello, al suo esordio alla regia cinematografica.
La pellicola si ispira a un fatto di cronaca degli anni 80 del XX secolo, il delitto di Giarre: il film è dedicato alle due vittime, Giorgio Agatino Giammona e Antonio Galatola.

## Trama
Sicilia, estate 1982. Mentre tutta l'Italia è presa dal mondiale di calcio in Spagna, Gianni, un diciassettenne gay, bullizzato dai suoi coetanei e sostenuto unicamente dalla madre Lina, vede cambiare la sua vita quando, per un casuale incidente in motorino, incontra il sedicenne Nino. Tra di loro nasce una grande amicizia, che si trasformerà in un sentimento che i ragazzi saranno costretti a mantenere segreto, a causa del forte pregiudizio tipico dell'epoca e del luogo teatro delle loro esistenze.

## Produzione
È il debutto alla regia di Giuseppe Fiorello. Le riprese si sono svolte tra Marzamemi, Ferla, Buscemi, Priolo Gargallo, Pachino. Il titolo, voluto dal regista, è un omaggio a Franco Battiato, la cui musica è colonna sonora del film. Il film è stato prodotto da Eleonora Pratelli per Iblafilm, Fenix Entertainment con Rai Cinema, Silvio Campara, Golden Goose e GeneraLife.

## Promozione
Il teaser trailer è stato il 21 febbraio 2023, mentre il primo trailer ufficiale è stato rilasciato il 18 marzo dello stesso anno.

## Distribuzione
Il film è uscito nelle sale italiane il 23 marzo 2023. È distribuito da BIM distribuzione.

## Incassi
A un mese dall'uscita raggiunge 1.000.000 di euro di incassi e viene annunciata la messa in onda sulle reti Rai.. È andato in onda in prima visione televisiva su Rai3 il 5 luglio 2025.

## Riconoscimenti
- 2023 – Biglietto d'oro Cinecittà alle Giornate professionali di Cinema di Sorrento
- 2023 – Nastro d'argento
  - Miglior regista esordiente a Beppe Fiorello
- 2023 – Globo d'oro
  - Miglior opera prima
  - Candidatura per la miglior giovane promessa a Samuele Segreto e Gabriele Pizzurro
  - Candidatura per la miglior sceneggiatura ad Andrea Cedrola, Giuseppe Fiorello e Carlo Salsa
  - Candidatura per miglior musica a Giovanni Caccamo e Leonardo Milani

## Casi mediatici
Il 20 aprile 2023 il Corriere della Sera pubblica la notizia di un contenzioso legale tra la produzione del film e Valerio la Martire, autore del romanzo Stranizza (2013), anch'esso ispirato al medesimo fatto di cronaca. Il film avrebbe ripreso dal libro espedienti narrativi, riadattamenti di situazioni reali e ricostruzioni di fantasia, senza citarlo nei crediti.